# Julián Navas
Julián Alejandro Navas (Mendoza, 30 novembre 1993) è un calciatore argentino, difensore del Patronato.

## Caratteristiche tecniche
È un terzino destro.

## Carriera
Cresciuto nel settore giovanile dell'Independiente Rivadavia, muove i primi passi nel calcio con le maglie di Wiener SC e J. Newbery (VM), dove gioca in prestito. Rientrato all'Independiente, debutta il 23 aprile 2016 in occasione dell'incontro di Primera B Nacional vinto 2-1 contro lo Estudiantes (SL).
Nel 2020 si trasferisce all'Arsenal Sarandí.